# Wethersfield
Wethersfield és una població dels Estats Units a l'estat de Connecticut. Segons el cens del 2005 tenia 26.220 habitants.

## Demografia
Segons el cens del 2000, Wethersfield tenia 26.268 habitants, 11.214 habitatges, i 7.412 famílies. La densitat de població era de 818,7 habitants/km².
Dels 11.214 habitatges en un 25,2% hi vivien nens de menys de 18 anys, en un 53,9% hi vivien parelles casades, en un 9,6% dones solteres, i en un 33,9% no eren unitats familiars. En el 30,2% dels habitatges hi vivien persones soles el 15,9% de les quals corresponia a persones de 65 anys o més que vivien soles. El nombre mitjà de persones vivint en cada habitatge era de 2,31 i el nombre mitjà de persones que vivien en cada família era de 2,89.
Per edats la població es repartia de la següent manera: un 20,1% tenia menys de 18 anys, un 4,8% entre 18 i 24, un 26,6% entre 25 i 44, un 25,1% de 45 a 60 i un 23,5% 65 anys o més.
L'edat mediana era de 44 anys. Per cada 100 dones de 18 o més anys hi havia 82,4 homes.
La renda mediana per habitatge era de 53.289 $ i la renda mediana per família de 68.154 $. Els homes tenien una renda mediana de 43.998 $ mentre que les dones 37.443 $. La renda per capita de la població era de 28.930 $. Aproximadament el 2,4% de les famílies i el 4,4% de la població estaven per davall del llindar de pobresa.

## Poblacions més properes
El següent diagrama mostra les poblacions més properes.